# Irma St. Paule
Irma St. Paule (23 de marzo de 1926 - 9 de enero de 2007) fue una actriz estadounidense nacida en Ucrania que apareció en el teatro, el cine y la televisión de 1985 a 2007. A menudo interpretando personajes de edad avanzada, apareció en producciones de Broadway y Off-Broadway, y en producciones teatrales regionales en todo Estados Unidos durante su carrera.

## Primeros años
Irma St. Paule nació el 23 de marzo de 1926 en Odessa, en la República Socialista Soviética de Ucrania. Su madre era de Rusia y su padre de Turquía. A una edad temprana, St. Paule y su familia se mudaron a la ciudad de Nueva York. Más tarde se mudó a Chicago después de casarse. Allí, St Paule se matriculó en la Escuela de Drama Goodman (ahora Escuela de Teatro de la Universidad DePaul) para estudiar como bailarina. Después de que a ella y a su esposo se les concedió el divorcio, ella regresó a la ciudad de Nueva York y más tarde le dijo a un entrevistador sobre su reubicación: "Para entonces, mi familia ya casi no estaba, así que pude hacer lo que deseaba. ¡Y lo hice!".

## Carrera
Más adelante en su vida, St. Paule comenzó una carrera en la actuación, apareciendo en varias películas y programas de televisión desde 1985, a menudo interpretando a abuelas de ascendencia italiana. Las películas en las que apareció acreditada durante la década de 1980 fueron The Oracle (1985), Walls of Glass (1985), Psychos in Love (1987) y Rain (1989). St. Paule hizo su debut en una película para televisión al ser elegida para The Bride in Black en 1990, e interpretó a Ya Ya Andros en la telenovela de NBC Guiding Light de 1992 a 1994. Mientras tanto, fue elegida para tres películas en 1993: St. Paule interpretó a Teresa en The Cemetery Club, Household Saints y The Saint of Fort Washington. Más tarde fue vista en Who Do I Gotta Kill? (1994), Party Girl, Madre Teresa en Jeffrey, y Doce monos (las tres últimas películas se estrenaron en 1995).
En 1995, St. Paule hizo su única aparición en Broadway, interpretando a The Strega en un revival de La rosa tatuada. Al año siguiente, participó en las películas Caught, Love is All There Is, Trees Lounge, The Big Bajoor y Thinner. Durante el resto de la década de 1990, St. Paule apareció en Better Than Ever (1997), Kiss Me, Guido (1997), la Abuela Matilda en Desecration (1999), Coming Soon (1999) y Fever (1999). A lo largo del año 2000 apareció en las películas Wirey Spindell, Things You Can Tell Just by Looking at Her, DWhere the Money Is, Fast Food Fast Women, Fear of Fiction y A Piece of Eden. St. Paule continuó su carrera como actriz de 2001 a 2004, cuando fue elegida para Cat Lady (2001), Queenie in Love (2001), Errors, Errors, Freaks and Oddities (2002), Found Money (2003), Jersey Girl (2004), Second Best (2004) y The Amazing Floydini (2004).
Los papeles posteriores de su carrera en películas con St. Paule incluyeron Homecoming (2005), Duane Hopwood (2005), Bittersweet Place (2005), Life on the Edge (2005), Sra. Leeds en Satan's Playground (2005), 9A (2006), The Last Request (2006), In The Blood (2006) y Made in Brooklyn (2006). Su último show en el teatro fue en un revival Off-Broadway de All the Way Home a finales de 2006, en la que tenía un papel no hablante como una anciana aislada que residía en una casa rural rústica. La actuación de St. Paule fue elogiada por la prensa.
Anteriormente, también tuvo otros créditos fuera de Broadway, como la producción de Endgame de 1995 de Classic Stage Company en el papel de Nell, interpretó a María Josefa en Another Part of the Forest, Owners, y el evento de teatro ambiental de 2003 The Angel Project. Los créditos teatrales regionales de St. Paule incluyen la interpretación del papel de la tía enferma en Vigil en el Geva Theatre Center, 1933 en el Denver Center for the Performing Arts, Enchanted April en el Hartford Stage, Griller en el Goodman Theatre y El Dybbuk en Pittsburgh Public Theater. Sus otros papeles en televisión fueron episodios de Kate & Allie, Sex and the City, homicide: Life on the Street, Law & Order: Special Victims Unit, Third Watch, Wonderland, Chappelle's Show, Law & Order: Criminal Intent y Law & Order. St. Paule murió en la ciudad de Nueva York el 9 de enero de 2007. En el momento de su muerte, sus colegas creían que era la actriz en activo de mayor edad en los escenarios de Broadway de la ciudad de Nueva York.

## Filmografía seleccionada
- 1985 The Oracle como Sra. Malatesta
- 1985 Walls of Glass como Desconocido
- 1987 Psychos in Love como Sara
- 1989 Rain como Pasajera
- 1992-1994 Guiding Light (serie de televisión) como Desconocido
- 1993 The Cemetery Club como Theresa
- 1993 Household Saints como Mary
- 1993 The Saint of Fort Washington como Señora vecina
- 1994 Who Do I Gotta Kill? como Mujer con aguja de tejer
- 1995 Party Girl como Mumbling Library Patron
- 1995 Jeffrey como Madre Teresa
- 1995 Doce monos como Poeta
- 1996 Caught como Cliente de tienda de pescado
- 1996 Love Is All There Is como Sra. Rondino
- 1996 Trees Lounge como Abuela
- 1996 Everything Relative como Tía Sadie
- 1996 Thinner como Suzanne Lempke
- 1997 Kiss Me, Guido como Abuela
- 1997 Better Than Ever como Heather
- 1998 Paranoia como Anciana
- 1999 Suits como Srta. Volney
- 1999 Coming Soon como Mujer ciega #2 (sin acreditar)
- 1999 Fever como Sra. Rhula Miskiewicz
- 1999 Wirey Spindell como Angel Lady
- 1999 Desecration como Abuela Matilda
- 2000 Things You Can Tell Just by Looking at Her como Madre de Elaine (segmento "This is Dr. Keener")
- 2000 A Piece of Eden como Maria de 90
- 2000 Where the Money Is como Sra. Galer
- 2000 Fast Food Fast Women como Mary-Beth
- 2000 Fear of Fiction como Gertrude
- 2001 Queenie in Love como Sra. Newman
- 2002 Errors, Freaks & Oddities como Agnes DeMilo
- 2003 Jersey Guy como Sra. Rappaport
- 2004 Second Best como Beth
- 2004 The Amazing Floydini como Edith
- 2005 Duane Hopwood como Sra. Fillipi
- 2005 Life on the Ledgeas como Abuela
- 2005 Bittersweet Place como Sra. Windrowski
- 2005 Vieni via con me como Tuzza
- 2005 Homecoming como Juanita
- 2006 9A como Petra
- 2006 Lanchonete Olympia como Madre de la comensal
- 2006 Last Request como Abuela
- 2006 In the Blood como Madame Maria
- 2006 Satan's Playground como Sra. Leeds
- 2007 Body/Antibody como Mujer en la parada de autobús
- 2007 Made in Brooklyn como Mary
- 2007 The Last New Yorker como Pearl